# Notohypsilophodon
Notohypsilophodon là một chi khủng long, được R. D. Martínez mô tả khoa học năm 1998.